# Praemium Bernense
Das Praemium Bernense studio antiquitatis augendo ist ein Preis des Instituts für Klassische Philologie der Universität Bern für die beste Maturarbeit in den Fächern Latein und Griechisch. Er wird seit 2006 jährlich ausgeschrieben.
Die Themen hierfür dürfen aus dem ganzen Spektrum der lateinischen und griechischen Philologie stammen. So können die Arbeiten zum Beispiel aus einer literarischen und sprachlichen Interpretation eines Autors/einer Autorin bzw. einer bestimmten Textpassage bestehen, Editionen und Kommentare von Texten bereitstellen oder auf die Rezeptionsgeschichte von Autoren, Texten und Motiven eingehen.
Insbesondere wird auch auf die mittel- und neulateinische Literatur als geeignetes Betätigungsfeld verwiesen. Der Umfang der Arbeiten sollte ca. 25 Seiten betragen. Er kann auch höher sein. Die Arbeiten können auf Deutsch, Französisch, Italienisch, Englisch und Latein verfasst werden.
Auch außerhalb der Matur verfasste Arbeiten von Gymnasiastinnen und Gymnasiasten können eingereicht werden, wenn sie den Anforderungen einer Maturarbeit entsprechen. Dies soll durch die Begutachtung und gegebenenfalls Betreuung einer an der Schule beschäftigten Lateinlehrkraft gesichert werden.
Die Preissumme beläuft sich auf insgesamt CHF 3000.– (1. Preis 1500.– / 2. Preis 1000.– / 3. Preis 500.–).

## Preisträger
- 2008:
  - 1. Preis: Eben Freeman (Zürich) für Philosophische Zeitreise.
  - 2. Preis: Severin Hof (Luzern) für Dormi, Leopolde. Übersetzung und Analyse eines lateinischen Textes zur Schlacht bei Sempach aus den Heroum Helvetiorum Epistolae des Johannes Barzaeus.
  - 2. Preis: Martina Albertini (Bellinzona) für Il Lucrezio illuminista.
  - 3. Preis: Florence Häusermann (Basel) für Die Entwicklung des Provinzialsystems beim Aufstieg der Weltmacht Rom.

- 2007:
  - 1. Preis: Silvan Brügger und Jonas Haller (Alte Kantonsschule Aarau) für Adelsbrief André Falquet – Aspekte einer kaiserlichen Urkunde von 1725.
  - 2. Preis: Christoph Leisibach (Kantonsschule Sursee) für Lateinische Inschriften in und um das Stift St. Michael Beromünster.
  - 3. Preis: Julia Hänni und Bertrand Bossy (Kantonsschule Baden) für "De Chiller und d Streberin versus Die Brüder".

- 2006:
  - 1. Preis: Patrick Bapst (Gymnase Auguste Piccard, Lausanne) für Isis. Des Textes des Pyramides aux Métamorphoses d'Apulée
  - 2. Preis: Simone Beeler (Kantonsschule Oerlikon, Zürich) "I Walked With Giants". Heldendarstellungen in Wolfgang Petersens "Troja" im Vergleich zu anderen Ilias-Verfilmungen
  - 3. Preis: Simona Generelli (Liceo cantonale di Locarno) Le streghe dell'Esquilino: Commento all'ottava satira di Orazio. Confronto tra rituale magico e costumi religiosi ufficiali romani